# Bačevo
Bačevo (cyr. Бачево) – wieś w Serbii, w okręgu pirockim, w gminie Dimitrovgrad. W 2011 roku liczyła 6 mieszkańców.